# Editorial Males Herbes
L'Editorial Males Herbes és una editorial independent fundada l'any 2012 a Barcelona impulsada per Ricard Planas, Ramon Mas i Pau Clemente, especialitzada en literatura no realista o «de la imaginació» en llengua catalana. Ha publicat autories d'èxit com Valero Sanmartí o Elisenda Solsona.

## Trajectòria
L'editorial va néixer com a projecte paral·lel a la revista pulp de contes de terror del mateix nom, Les Males Herbes que des de 2010 publicava narrativa fantàstica en català d'autors com Max Besora, Víctor Nubla o Jordi Nopca.
A través de traduccions d'obres de ciència-ficció contemporània mai no publicades en català, la recuperació de clàssics descatalogats de culte i la publicació d'autors emergents, l'equip editorial pretén omplir un buit en la literatura de gènere catalana.
El fons de l'editorial parteix de la col·lecció de narrativa «Distorsions», que es destaca per la publicació per primera vegada en català de les obres Bressol de gat i Mare nit de l'escriptor estatunidenc Kurt Vonnegut, traduïdes per Martí Sales.
La tardor de 2020, l'editorial Males Herbes es van unir amb L'Altra Editorial per a crear Les Altres Herbes.